# Груамонте
Груамо́нте (итал. Gruamonte, лат. Gruamons; XII век) — итальянский скульптор и возможно архитектор, брат скульптора Адеодато.

Даты рождения и смерти неизвестны. Работал в Пистое во второй половине XII века. Вероятно, был учеником или сотрудником скульптора Гульельмо, поскольку их художественные стили очень похожи, но стиль Груамонте более народный, напоминающий провансальский, в нём чувствуется влияние византийского стиля и поздней готики. На архитраве приходской церкви Сант-Андреа в Пистое высечена следующая надпись, относящаяся к 1166 (по другой версии — к 1196) году:
Сделал это творение мастер Груамонте и его брат Адеодато.Оригинальный текст (лат.)Fecit hoc opus Gruamons magister bonus et Adeadatus frater eius.
На архитраве изображены следующие библейские сцены: «Волхвы верхом», «Ирод приказывает истребить младенцев» и «Дары волхвов». Основным автором считается Груамонте, а куда менее известный Адеодато, по всей видимости, лишь помогал брату в работе. 

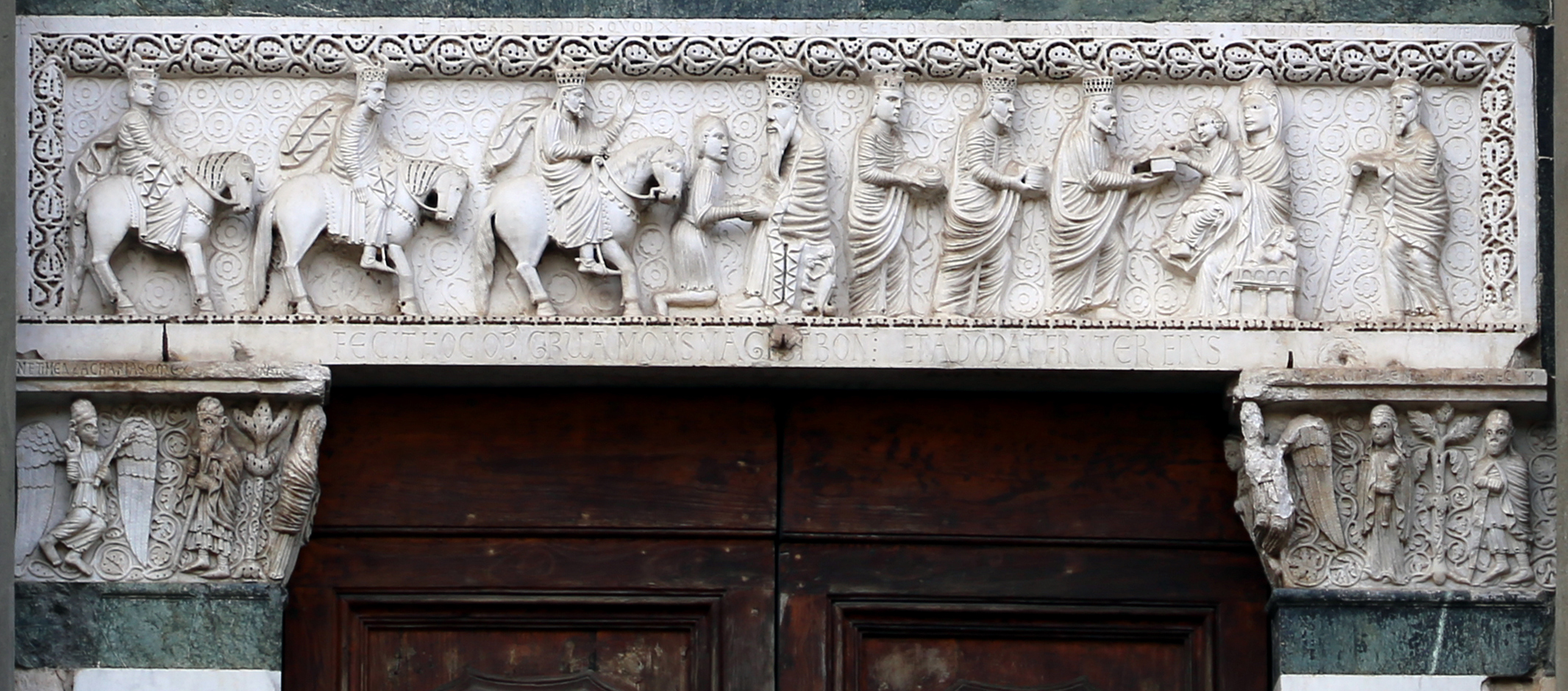
Архитрав церкви Сант-Андреа

Другим неподписанным, но предположительным произведением Груамонте является архитрав церкви Сан-Бартоломео-ин-Пинтано в той же Пистое (1167 год). На нём изображены сцены неверия Фомы и Деяний апостолов. Здесь, как и на изображении волхвов в церкви Сант-Андреа, выделяется характерный для автора орнамент из цветов и гирлянд и тяжёлых драпировок. Третьим его творением является архитрав северного портала церкви Сан-Джованни-Фуорчивитас, также находящейся в Пистое. Дата изготовления архитрава неизвестна, однако его авторство не вызывает сомнений, поскольку композиция снабжена надписью:
Мастер Груамонте сотворил это.Оригинальный текст (лат.)Gruamons magister bonus fec(it) hoc opus.
Однако, расположение надписи таково, что некоторые исследователи предполагают, что она касается не только архитрава, но и проектирование нижней части фасада церкви. При этом, поскольку архитектурные особенности фасадов всех трёх названных церквей очень похожи, выдвигаются даже предположения, что Груамонте мог быть автором проектов фасадов всех трёх церквей.

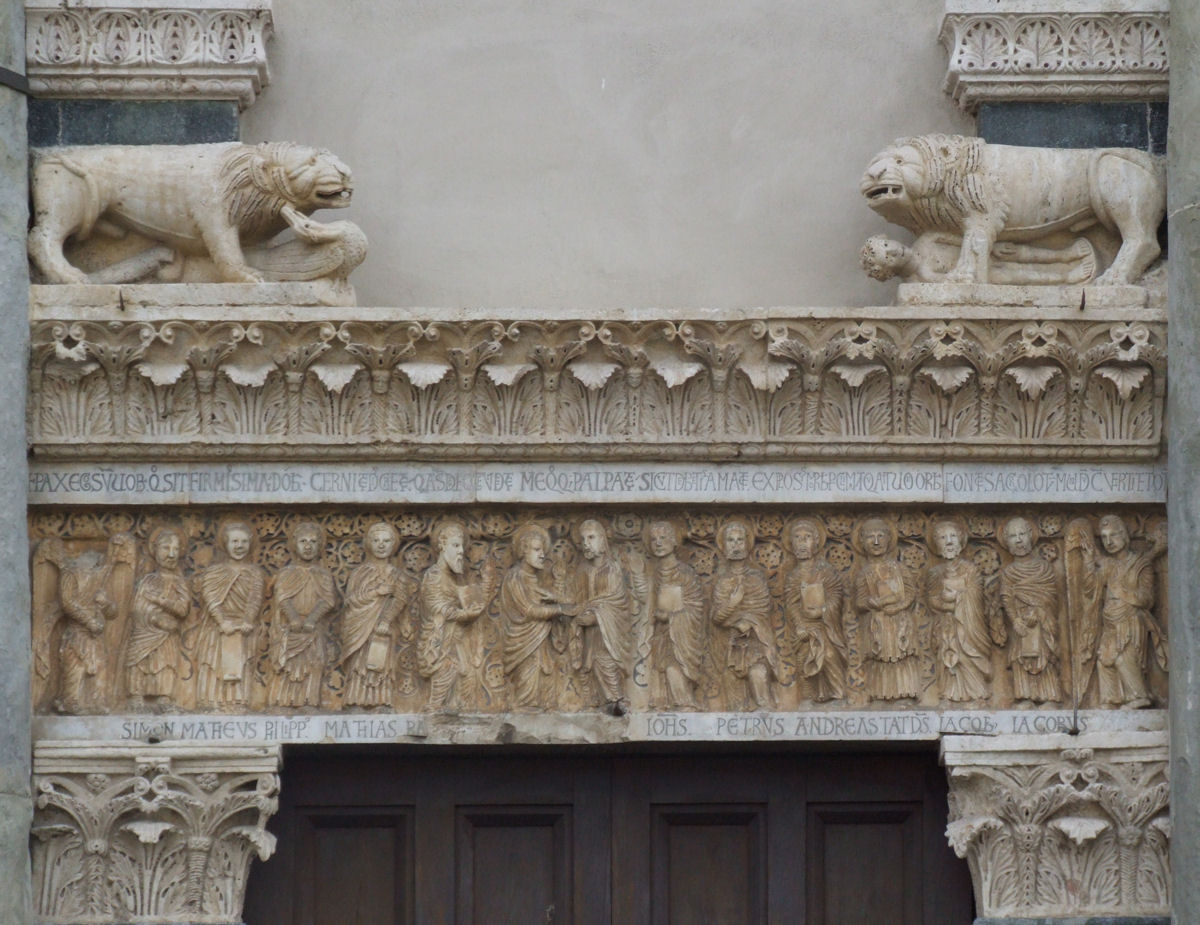
Архитрав церкви Сан-Бартоломео

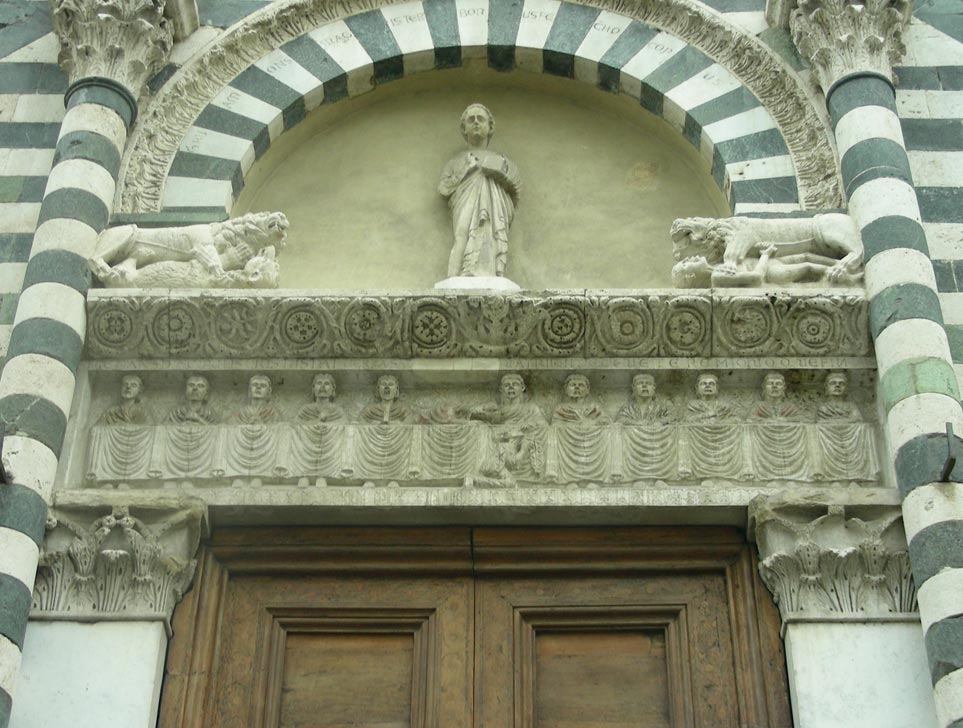
Архитрав церкви Сан-Джованни

Кроме того, Груамонте и его мастерской приписываются некоторыми исследователями также другие анонимные произведения, похожие по стилистике, в том числе: скульптурные украшения фасада церкви Санти-Якопо-Кристофоро-э-Элиджо в Альтопашо, позднейшая часть амвона 1194 года церкви Сан-Микеле-а-Гропполи в Пистое, с изображениями Рождества Христова и Бегства в Египет и две плиты от несохранившегося амвона Пистойского собора с изображением Встречи Марии и Елизаветы и Тайной вечери и пленения Христа, которые были обнаружены под полом церкви и хранятся в её крипте. Однако, достоверно атрибуировать эти работы невозможно.